# Aracana ornata
Aracana ornata là một loài cá bản địa Đông Ấn Độ Dương. Loài này được miêu tả lần đầu bởi John Edward Gray vào năm 1838,. Loài cá này có chiều dài tối đa 15 cm. Chúng có thể phân biệt với các loài trong chi bởi gai dựng ngược lên gần mắt, và chiều dài hơi ngắn hơn.